# マーク・ギャサ
マーク・ギャサ（Mark Gatha、1974年3月16日 - ）は、カナダの声優。

## 出演作品

### テレビアニメ
2002年
- 機動武闘伝Gガンダム（ドモン・カッシュ）
- ゾイド -ZOIDS-（アーバイン）
- ベターマン（カクタス・プリックル）
- 魔法のステージファンシーララ（今市）

2004年
- 機動戦士Ζガンダム（メズーン・メックス）

2005年
- ディノブレイカー（パイク）
- DEAR BOYS
- 烈火の炎

### ゲーム
2004年
- MEGAMAN X COMMAND MISSION（X）

2005年
- ロックマンX8（X）

2006年
- MEGAMAN MAVERICK HUNTER X（X）